# Flygräderna mot Wesel

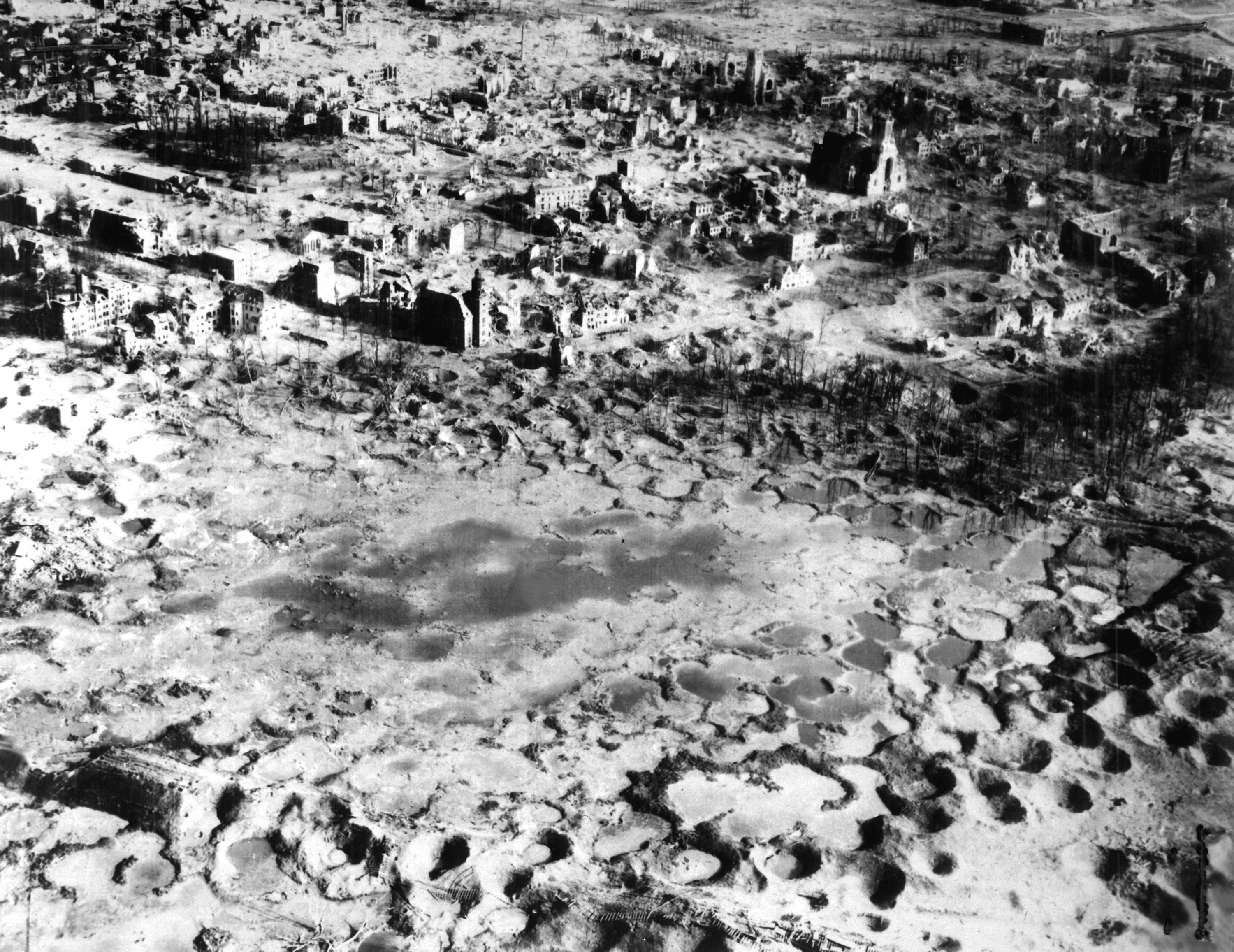
Wesel 1945: Bombardemanget som Royal Air Force genomförde totalförstörde i det närmaste staden.

Royal Air Force (RAF) genomförde 1945, under andra världskriget flygräderna mot Wesel. Staden Wesel bombades för att man skulle understöja de brittiska trupper som skulle korsa floden Rhen. Genom dessa bombräder blev staden förstörd till 97 %.

## Bakgrund och förlopp
Wesel ansågs av de allierade som en strategisk plats i det område som britterna hade börjat erövra i Tyskland, därför att staden hade en bro över Rehn och en Wehrmachtdepå. Wesel attackerades 16, 17, 18 och 19 februari 1945 av det brittiska flygvapnet. Britternas fokus hade hamnat på Wesel, eftersom nästan alla broar över Rhen och Lippe hade sprängts av Wehrmacht. Den 10 mars 1945 var det bara järnvägsbron över Rhen som fortfarande var i tyskarnas händer.
Den 23 mars attackerades Wesel med mer än 3 000 artilleripjäser som en del av förberedelserna för Operation Plunder. Denna dag attackerade också 80 Lancaster-bombare Wesel under dagen. På natten sattes 195 Lancaster-bombplan och 23 Mosquitos in av No. 5 Bomber Group i RAF Bomber Command, för att bryta det tyska motståndet i brohuvudet Wesel, innan staden slutligen erövrades. 97% av staden förstördes. I maj 1945 bodde endast 1 900 av de tidigare nästan 25 000 invånarna i staden. Även om befolkningen till stor del hade flytt undan attackerna hade staden över 600
döda civila att sörja.
Fältmarskalk Montgomery sade om bombningen av Wesel: 
| ” | The bombing of Wesel was a masterpiece, and was a decisive factor in making possible our entry into the town before midnight. | „ |
| – Bombningen av Wesel var ett mästerverk, den var avgörande för att vi skulle kunna erövra staden före midnatt. | |   |